# Yael Naim
Yael Naim (em hebraico: יעל נעים, Paris, 6 de fevereiro de 1978) é uma cantora e compositora franco-israelense de origem tunisiana. Ela ganhou destaque na mídia após sua canção "New Soul" ser exibida no comercial do laptop da Apple MacBook Air, lançado internacionalmente em fevereiro de 2008 e em março no Brasil. A canção alcançou a posição 7 do Billboard Hot 100.

## Biografia
Nasceu em 6 de fevereiro de 1978 em Paris, na França, filha de imigrantes judeus da Tunísia. Se mudou com a família para Ramat HaSharon, Israel, quando tinha quatro anos, onde passou o resto de sua infância. Yael serviu as Forças de Defesa de Israel e foi solista da Orquestra da Força Aérea Israelense.
Começou sua carreira como cantora no musical "Les Dix Commandements" e seu primeiro álbum solo, "In a Man's Womb" (gravado em Los Angeles com Kamil Rustam) foi lançado em 2001. Ela também cantou "You Disappear" de Bruno Coulais para o filme Harrison's Flowers. Em seu trabalho mais recente ela seu nome foi creditado simplesmente como Yael. Ela também apresentou um dueto com Din Din Aviv chamado "Mashmauyot".
Naim se juntou ao percussionista David Donatien e pelo período de mais de dois anos eles arranjaram e gravaram treze das canções de Naïm em um estúdio em seu apartamento de Paris. Elas seriam lançadas em seu segundo disco, "Yael Naim", em 22 de outubro de 2007, pela gravadora Tôt ou tard. As músicas foram gravadas em francês, inglês e hebraico e receberam elogios da crítica. O disco entrou para o topo dos discos franceses com a 11.ª colocação na semana após seu lançamento.
Seu estilo tem sido descrito como folk com um toque de jazz, com palavras misteriosas e evocativas cantadas com delicadeza e intencional rouquidão.
Em janeiro de 2008 a Apple apresentou sua canção "New Soul" na primeira publicidade do laptop MacBook Air. O próprio Steve Jobs escolheu "New Soul" para o lançamento do MacBook Air. Apresentando grande venda de arquivo digital nos Estados Unidos, a música constou no Billboard Hot 100  pela primeira vez em 16 de fevereiro de 2008, tendo a 9ª colocação, levando Yael ao topo singles dos Estados Unidos, e fazendo dela a primeira artista israelense a emplacar um sucesso entre os top  10. "New Soul" pulou para a posição 7 na semana seguinte. A canção também fez parte da trilha sonora dos filmes The House Bunny e Wild Target.
Seu terceiro álbum foi lançado em novembro de 2010. O primeiro single de sua nova gravação foi "Go to the River".

## Discografia

### Álbuns
- 2001: In a Man's Womb
- 2007: Yael Naim
- 2010: She Was a Boy
- 2015: Older
- 2016: Older (Revisited)
- 2019: Mon Bébé (Original Motion Picture Soundtrack)
- 2020: Nightsongs

### Singles
- 2001: "You Disappear"
- 2001: "Do I Do"
- 2001: "Avril"
- 2007: "Toxic"
- 2008: "New Soul"
- 2008: "Too Long"
- 2009: "Far Far"
- 2010: "Go to the River"
- 2010: "The Only One"
- 2011: "Come Home"
- 2015: "Dream in My Head"
- 2015: "Coward"
- 2015: "I Walk Until (David Donatien Remix)"
- 2019: "A Part of Us (Original Motion Picture Soundtrack)"
- 2020: "How Will I Know"
- 2020: "Shine"
- 2020: "She"
- 2020 : "My Sweetheart"

| Ano  | Canção     | Posições | Posições | Posições | Posições | Posições | Posições | Posições | Posições | Posições | Posições | Posições | Álbum     |
| Ano  | Canção     | EUA      | UK       | CAN      | AUS      | ALE      | FRA      | ISR      | ITA      | AUT      | SUI      | UWC      | Álbum     |
| ---- | ---------- | -------- | -------- | -------- | -------- | -------- | -------- | -------- | -------- | -------- | -------- | -------- | --------- |
| 2007 | "Toxic"    | -        | -        | -        | -        | -        | -        | -        | -        | -        | -        | -        | Yael Naim |
| 2008 | "New Soul" | 7        | 30       | 7        | 29       | 4        | 2        | 2        | 6        | 2        | 5        | 7        | Yael Naim |

## Premiações
| Ano  | Prêmio                  | Categoria                               | Resultado |
| ---- | ----------------------- | --------------------------------------- | --------- |
| 2008 | Victoires de la Musique | Álbum do ano (Categoria Música Mundial) | Vencido   |
| 2008 | NRJ Music Awards        | Revelação francofônica do ano           | Indicado  |
| 2008 | Prix Constantin         | Álbum do ano                            | Indicado  |
| 2009 | Victoires de la Musique | Melhor vocalista feminino do ano        | Indicado  |
| 2011 | Victoires de la Musique | Melhor vocalista feminino do ano        | Vencido   |

## Televisão
A voz de Naim foi usada em um episódio da 21.ª temporada da série The Simpsons intitulado "The Greatest Story Ever D'ohed". Naïm dublou a personagem Dorit, a sobrinha de um guia turístico israelense chamado Jakob (dublado por Sacha Baron Cohen).
Seu single "Come Home" é executado em um episódio da 7.ª temporada de Grey's Anatomy e no episódio 6 da série Switched at Birth do canal ABC Family.